# None Too Soon
None Too Soon är ett musikalbum av Allan Holdsworth, utgivet 1996 av Cream Records. Skivan innehåller inte samma jazz fusion och progressive rock-stuk, som har förekommit på Holdsworths föregående album, utan en mer rak och enkel jazz. Höjdpunkter på skivan är John Coltranes "Countdown" och deras valstakts-version av The Beatles låt "Norwegian Wood" från albumet Rubber Soul.

## Låtlista
1. "Countdown" (John Coltrane) – 3:11
2. "Nuages" (Django Reinhardt) – 5:41
3. "How Deep is the Ocean" (Irving Berlin) – 5:29
4. "Isotope" (Joe Henderson) – 5:42
5. "None Too Soon Pt. 1 / Interlude / None Too Soon Pt. 2" (Gary Willis) – 7:44
6. "Norwegian Wood" (Lennon/McCartney) – 5:55
7. "Very Early" (Bill Evans) – 7:42
8. "San Marcos" (Gordon Beck) – 3:24
9. "Inner Urge" (Joe Henderson) – 6:15

## Medverkande
- Allan Holdsworth — gitarr, synthaxe
- Gordon Beck — piano
- Gary Willis — bas
- Kirk Covington — trummor